# 第三セクター
第三セクター（だいさんセクター）は、第一セクター（国及び地方公共団体が経営する公企業）や第二セクター（私企業）とは異なる第三的方式による法人。略称は三セク（さんセク）。
意味は以下の2つだが、日本では主に2の意味でこの語が使われることが多い。
1. NPO・市民団体等の非営利団体。
2. 国や地方公共団体と民間が合同で出資・経営する企業。

## 日本での主な意味
日本では、日本国政府または地方公共団体（第一セクター）が、民間企業（第二セクター）と共同出資により、独立した事業主体として公共性・公益性が高い事業を行う法人である。多くは設立が比較的容易な株式会社・社団法人などの形態を採る、『半官半民』の中間的な形態である。
第三セクターは法的に概念が規定されている訳ではないが、広義では地方公共団体が出資又は出捐を行っている民法法人及び商法法人を指す。
狭義では、地方公共団体等が25%以上の出資・出捐を行っている法人を指す。
なお総務省の『地方公社総覧』や『第三セクターに関する指針』では、広義の第三セクターに地方公社（地方住宅供給公社・地方道路公社・土地開発公社）を加えたものを、「第三セクター等」と定義している。
当初、日本国有鉄道及びJR各社の赤字ローカル線（特定地方交通線）を引受ける事業主体としての第三セクター鉄道で知られるようになったが、それ以外にも大阪府都市開発（当時、現社名：泉北高速鉄道） 等「民間活力の活用」というスローガンの下、地域振興等を目的とした第三セクター会社が設立されており、1980年代後半以降は政策的に各地に広がった。
なお、この意味での第三セクターという用語が日本で公式文書に初めて用いられたのは、1973年（昭和48年）に第2次田中角榮内閣の元で閣議決定された「経済社会基本計画」である。

### 法人数
第三セクター等の数は、2023年3月現在、社団法人・財団法人が3065法人。会社法法人が3311法人。地方三公社が651社。

### 特質
宮木康夫による第三セクターの効用
- 利益追求を目的とする手法ではなく、専ら公共的事業をコストミニマムに実行するための手法である。
- 株式会社形態である利点を活用することにより、第一セクターに係る収支改良（多くの場合赤字軽減）が可能となる。
- 施主（自治体）から付託された仕事（公共領域）を、最も効果的・効率的に実行するための、自主性を持ったプロ集団である。

### 主な事業分野
- 地域・都市開発
- 水道事業  - 公共上下水道の準コア業務の受託等。例) 東京水道、東京都下水道サービス、大阪水道総合サービス
- 農林水産 - 農業・林業の作業受託、特産品開発・製造等
- 運輸 - 鉄道・航空・空港ビル会社・マリーナ・道の駅等
- 情報処理 - 共同コンピュータ事務処理等
- 放送 - 独立局、及びケーブルテレビ局等
- 産業廃棄物処理
- 学校法人 - 加計学園グループのうち順正（旧・高梁）学園、吉備高原学園等
- 観光・レジャー・リゾート - 温泉・健康ランド・清掃工場の余熱利用施設・宿泊施設等
- 福祉 - 社会福祉協議会

### 日本における第三セクターの現状
- 債務超過で破綻する第三セクターが続出。東京都や大阪市の臨海開発関連の会社がその代表格。また、2006年（平成18年）に表面化した北海道夕張市の財政再建団体転落には、観光開発を担う第三セクターの赤字も関係。
- 平成の市町村合併は、ある一面では市町村行政の総点検というべき作業でもあったが、第三セクターの点検・処理については「先送り」されることが多かった。結局、その進路を根本的に問うことにはならなかった。市町村合併は特例法に定める期限があったことから、市町村合併の成就を優先させた結果、他自治体の事務にくちばしを挟むのを遠慮した。
- 公共施設の管理委託を受けている第三セクターも多いが、指定管理者制度の導入においても、住民のサービスの向上・低コスト化と言った本質より、当面の処理として既存の委託先に第三セクターを選定した自治体も多く、行政改革が不十分な面がある。しかし、地方財政の逼迫度は増しつつ、行政改革の一つとして第三セクターについても検討が求められる。
- 第三セクターが民間から融資を受ける際、地方公共団体が損失補償をしている場合があり、破綻後債務を地方公共団体が引受けることも。
- 自治体の三セク整理や廃止の際、資金調達のため「第三セクター等改革推進債」（三セク債）の債券発行が認められて来たが、2013年末に日本国政府は、発行対象を「2014年3月末までに抜本的改革に着手していること」を条件として追加。619法人が発行対象から外れ、うち395法人は清算も困難となる[4]。

## 日本国外での意味
国際的には、第三セクター（サードセクター）とは、NPO、市民団体その他の民間の非営利団体を示す。
英語圏（特にイギリス）では、NPOや慈善団体など、公共サービスを提供する民間団体のことを指す。
- 第一セクターが公共目的のための国や地方自治体、即ち「官」が担う部分
- 第二セクターが営利目的の私的団体（営利企業）、即ち「私」が担う部分
- 第三セクターが公共目的のための市民レベル、即ち「民」が担う部分

このような団体は、日本では第四セクターと表現することが多い。